# Экклз, Генри
Генри Экклз (англ. Henry Eccles, род. 1670, или между 1675 и 1685, Лондон, Англия — ум. между 1735 и 1745, Париж, Франция) — английский композитор и скрипач-виртуоз эпохи барокко, придворный музыкант английских и французских королей.

## Биография
Генри Экклз родился, вероятно, в 1670 году в Англии в семье церковного композитора Соломона Экклза. Его произведения не сохранились, так как после обращения Соломона Экклза в квакерство он уничтожил все свои сочинения. Старший брат Генри Джон тоже стал композитором. По другой версии Джон Экклс не является его братом. В соответствии с ней он был единственным сыном другого Генри Экклза, который был, вероятно, братом Соломона. Возможно, именно поэтому Генри Экклс иногда именуется в документах «молодой», вероятно, чтобы отличить его от отца Джона и своего дяди. Джон Экклз, музыкант придворного королевского оркестра (в 1700 году он стал даже Мастером королевской музыки), снискал известность театральной музыкой, в частности, постановками пьес У. Шекспира, У. Конгрива, Д. Драйдена.
Первое событие жизни композитора, о котором сохранились подробные и документально подтвержденные известия, относится к 2 января 1705 года, когда он провел благотворительный концерт в бальном зале Хилл. В том же году им были опубликованы некоторые из его композиций в сборнике «Preludes & Voluntaries» для скрипки (1705 год), затем канцона «No more let Damon’s eyes» в сборнике комических песен (1706 год) и ещё позже песня «Wit and Mirth» (февраль 1707 года). Генри Экклз играл в оркестре при дворе английских королей с 1694 по 1710 год. Таким образом он служил в придворном оркестре короля Вильгельма III и королевы Марии II Английских, а позже в оркестре королевы Анны. Вероятно, он возвращался на родину и позднее, известно, что 15 мая 1717 года состоялся его концерт в зале Stationers' Company в честь французского посла герцога Омона.
В декабре 1713 года Экклз (по другим данным — уже в 1710 году), переехал во Францию вместе с французским послом герцогом Омоном и его приближенными. Однако только после 1716 года его имя исчезает из списков Chamberlayne’s Notitia, хранящихся в Британском музее, хотя уже несколько лет он находился во Франции. В Париже он, по утверждению его брата Томаса Экклза, тоже скрипача (около 1672 — около 1745), поступил на службу в придворный оркестр Короля-Солнца, однако в официальных документах оркестра его имя не упоминается. Во Франции он опубликовал в двух томах Двенадцать сонат для скрипки и basso continuo (1720 год). Этот сборник содержит адаптацию сочинений «Allettamenti per camera a violino, e violoncello, o cembalo» (Рим, 1714, Op. 8) Джузеппе Валентини и «Inventioni da camera a violino solo o basso continuo» (Оp. 10, Болонья, 1712; Венеция и Тренто, 1713) Франческо Антонио Бонпорти. Вторая книга из двенадцати сонат для скрипки (двух из них, возможно, — для флейты) была опубликована в 1723 году. Эти композиции, хотя и не являются прямыми заимствованиями, тем не менее находятся под сильным влиянием Джузеппе Валентини. В 1732 году он опубликовал Двенадцать сонат для виолы да гамба и basso continuo. Наиболее заметной среди них является Соната ля минор. Обработка этой сонаты для контрабаса и фортепиано является частью репертуара современных исполнителей на контрабасе и используется в обучении игре на нём. Эти сонаты также испытали сильное влияние Валентини.
Умер Генри Экклз в Париже между 1735 и 1745 годами. The Dictionary of National Biography настаивает на дате 1742 год.

## Сочинения
- Preludes & Voluntaries для скрипки. 1705 год. Лондон.
- «No more let Damon’s eyes» (канцона, в сборнике «Comical Songs», 1706), «Wit and Mirth» (февраль 1707 года).
- 12 Сонат для скрипки и bassо continuо. 1720 год. Париж.
- 10 Сонат для скрипки и 2 Сонаты для флейты и bassо continuо. 1723 год. Париж.
- Двенадцать Сонат для виолы да гамба и bassо continuo. 1732 год. Париж.